# Klaas Beuker
Klaas Beuker (Harlingen, 21 augustus 1924 – Hoogwoud, 9 oktober 2000) was een Nederlandse politicus.

## Biografie
Beuker werd geboren en woonde van 1924 tot 1938 te Harlingen in een rooms-katholiek gezin. Zijn vader was timmerman-aannemer en gemeenteraadslid. Na de lagere school in Harlingen werd hij op een kleinseminarie in het Limburgse Wijnandsrade geplaatst waar hij een aangename tijd had. In 1944 vertrok hij weer naar Friesland en dook onder bij advocaat A. Brandsma in It Heidenskip (bij Workum) om aan de Arbeitseinsatz te ontkomen. In 1953 trouwde Beuker Sjoerdtje, een dochter van Brandsma. Ze kregen drie zoons, twee dochters en namen een pleegkind op.
Hij begon als onderwijzer aan de rooms-katholieke lagere school in Makkum, van 1948 tot 1957. Daarna was hij van 1957 tot 1960 hoofd van de lagere school. Van 1960 tot 1972 werd hij leraar Nederlands en geschiedenis op de rooms-katholieke muloschool St. Aloysius in Hoorn.
In 1971 stond Klaas Beuker derde op de kandidatenlijst voor de Tweede Kamerverkiezingen van de Nieuwe Roomse Partij (NRP), een conservatieve rooms-katholieke partij. Na onenigheid richtte Beuker met enkele anderen in 1972 de Rooms Katholieke Partij Nederland (RKPN) op. Beuker werd partijvoorzitter en later lijsttrekker bij de vervroegde Tweede Kamerverkiezingen van 1972.
Beuker was van 7 december 1972 tot 8 juni 1977 lid van de Tweede Kamer als de enige vertegenwoordiger van de RKPN. Klaas Beuker interpelleerde in 1974 minister Van Doorn over de radio- en t.v.-zendtijd voor de RKPN. In de RKPN deed zich in 1974 een splitsing voor, waarbij leden van de groepering "Club van Utrecht" tegen de zin van Beuker de bestuursfuncties innamen. Beuker werd uiteindelijk door de rechter in het gelijk gesteld, maar door de onenigheid verloor de RKPN in 1977 toch haar Kamerzetel. Beuker was lijsttrekker van de RKPN in 1977, 1981 en 1982.
Klaas Beuker stond bekend als een pleitbezorger van de conservatieve stroming binnen de katholieken in Nederland; zij verzetten zich tegen de in hun ogen toenemende zedenverwildering van de samenleving in het algemeen en tegen liberalisering van abortus provocatus in het bijzonder; de in de jaren zestig en zeventig doorgevoerde moderniseringen in de (Nederlandse) Rooms-Katholieke Kerk wezen zij ook af. Beuker startte in 1979 vanuit de rooms-katholieke Titus Brandsma Stichting de actie "Trouw aan de Paus". Hij zette zich met succes in voor de zaligverklaring van Titus Brandsma welke daadwerkelijk plaatsvond in november 1985. Zijn daaropvolgende poging om voor de zalige ook een heiligverklaring te bewerkstelligen had uiteindelijk in 2022 resultaat.